# Headed for a Breakdown
Headed for a Breakdown è il secondo album in studio del gruppo street punk statunitense Cheap Sex, pubblicato nel 2004.

## Tracce
1. False Pride - 3:14
2. Last of the True - 2:13
3. Desperation - 3:11
4. Lucky to Be Alive - 2:45
5. Reality TV - 1:35
6. Water Runs Dry - 2:43
7. Worst Nightmare - 2:09
8. Headed for a Breakdown - 1:49
9. White Sheep - 1:45
10. Raped by the FCC - 2:51
11. Child Molester - 2:48
12. Walking Disease - 3:41
13. Boy in a Bubble + Fuck Emo - 10:43